# Харолд Клејтон Јури
Харолд Клејтон Јури (енгл. Harold Clayton Urey; Волкертон, 29. април 1893 — Ла Хоја, 5. јануар 1981) је био амерички физикохемичар. Добио је Нобелову награду за хемију 1934. за откриће деутеријума.

## Детињство и младост
Дипломирао је зоологију на универзитету у Монтани. Докторирао је хемију изучавајући термодинамику на универзитету у Берклију. После Берклија отишао је код Нилса Бора у Копенхаген да ради на атомској структури на Институту за теоријску физику. После повратка у САД 1924. предавао је на Џон Хопкинс универзитету, а затим у Колумбији.

## Откриће деутеријума
Са Артуром Руарком написао је на енглеском језику једну од првих књига о квантној механици и њеној примени на атомске и молекуларне системе. Заинтересовао се за систематику нуклеарних језгара и то га је довело до открића деутеријума.
Деутеријум је изоловао узастопном дестилацијом течног водоника. Заједно са својим сарадницима демонстрирао је 1931. постојање тешке воде. За свој рад на деутеријуму добио је 1934. Нобелову награду за хемију.

## Рад на Менхетн пројекту
Током Другог светског рата радио је са својим тимом на Колумбији на бројним истраживачким програмима у оквиру Менхетн пројекта, односно развоја атомске бомбе. Развили су метод гасне дифузије, помоћу кога су раздвајали U-235 од U-238, чиме су омогућили процес уранијумског обогаћења. За атомску бомбу је био потребан уранијум 235, кога је било јако мало у природном уранијуму, па је било нужно да се сепарира од уранијума 238. Предводио је са Пеграмом у јесен 1941. дипломатску мисију у Енглеску. Циљ је био да се успостави сарадња на развоју атомске бомбе.

## Каснији рад и Милер-Јуријев експеримент
После рата је постао професор хемије на Институту за нуклеарна проучавања, затим професор хемије на универзитету Чикаго. Радио је на развоју космохемије. Радио је на кисеонику 18 и развијао је теорије о количини хемијских елемената на земљи и о њиховој количини у космосу и о еволуцији звезда. Свој рад је сумирао у књизи „Планете: порекло и развој“ (1952). Претпостављао је састав ране атмосфере Земље био од амонијака, метана и водоника. Стенли Милер из Чикага је показао да ако се таква мешавина изложи ултраљубичастом зрачењу и води, да се тада могу створити аминокиселине (Милер-Јуријев експеримент).